# Emplectiet

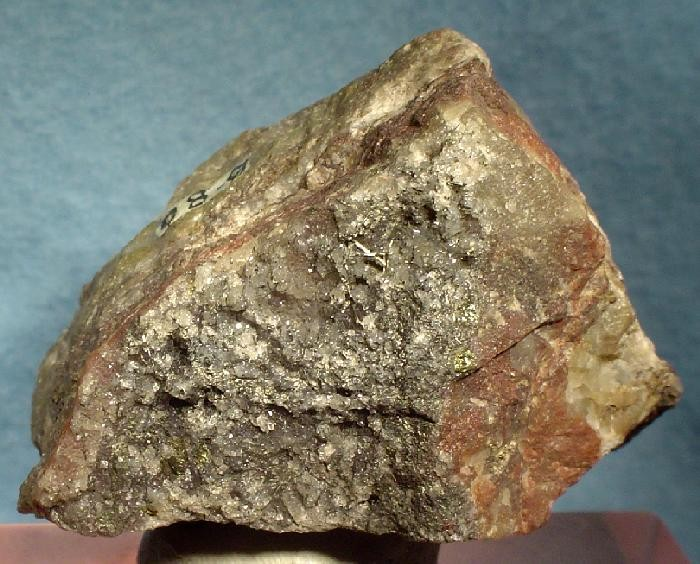
Emplectiet

Het mineraal emplectiet is een koper-bismut-sulfide met de chemische formule CuBiS2.

## Eigenschappen
Het grijs tot grijsgele of zilverwitte emplectiet heeft een metallische glans, een zwarte streepkleur en een perfecte splijting volgens kristalvlak [001]. De gemiddelde dichtheid is 6,4 en de hardheid is 2. Het kristalstelsel is orthorombisch en het mineraal is noch radioactief, noch magnetisch.

## Naamgeving
De naam van het mineraal emplectiet is afgeleid van het Griekse emplektos, dat "verweven" betekent.

## Voorkomen
Emplectiet wordt samen met andere sulfiden aangetroffen in zogenaamde hydrothermale aders (langgerekte holtes in gesteente die gevuld zijn met een warme, waterige massa die veel metalen bevat). De typelocatie is het Schlaggenwald in Bohemen, Tsjechië.